# Santana do Deserto
Santana do Deserto é um município brasileiro do estado de Minas Gerais. Sua população recenseada em 2022 era de 3 747 habitantes.

## História
Santana do Deserto foi criada como distrito pela lei provincial 876 de 4 de junho de 1858 e como freguesia pela lei 3720 de 13 de agosto de 1889. Teve origem na capela de Santana construída em 1853 pelo capitão Cândido Ferreira da Fonseca em terras desmembradas da fazenda Santana e na doação por sua viúva Camila Francisca de Assis Ferreira Armond, baronesa de Juiz de Fora, de cinco alqueires de terras para constituição do patrimônio e construção de um cemitério e uma escola pública. 
Após ter vivido um período áureo durante o século XIX com a cultura do café, razão das inúmeras e belíssimas sedes de fazendas encontradas no município, atravessou um período de ostracismo econômico. O fim do ciclo do café, em decorrência do desaparecimento da mão de obra escrava e do desgaste do solo, acarretou o abandono das grandes fazendas do Vale do Paraíba.
A partir do final da década de 80, com a abertura da rodovia BR-040 e o acesso a partir de centros urbanos importantes, como o Rio de Janeiro e Juiz de Fora, o município volta a ser centro de interesse para o desenvolvimento do turismo rural, local de veraneio e o desenvolvimento de atividade pecuária de elite, notadamente gado Brahman.
Santana do Deserto reúne, hoje, a maior concentração de criadores de gado Brahman na zona de influência do Estado do Rio de Janeiro. Dentre os principais criadores, destaca-se o criatório Brahman Mucugy, além de outros.
O município é cortado por uma ferrovia, a Linha do Centro da antiga Estrada de Ferro Central do Brasil, por onde atualmente é realizado o transporte de cargas da região, embora os trens de passageiros já não circulem mais pela cidade desde o início dos anos 90. 
No passado, o município também já foi cortado pela Linha de Caratinga da antiga Estrada de Ferro Leopoldina, onde era realizado o escoamento da produção agrícola da cidade, o abastecimento de matérias primas para as cooperativas de laticínios locais e também o transporte de passageiros. Essa linha foi desativada na região nos anos 70 e erradicada localmente no início dos anos 80. 

## Geografia

### Hidrografia

#### Principais Rios
- Rio Cagado
- Ribeirão Zumbi
- Rio Caguincho

#### Bacia
- Bacia do Rio Paraíba do Sul

### Rodovias
- BR-040
- AMG-3070

### Ferrovias
- Linha do Centro da antiga Estrada de Ferro Central do Brasil [11]